# 센물

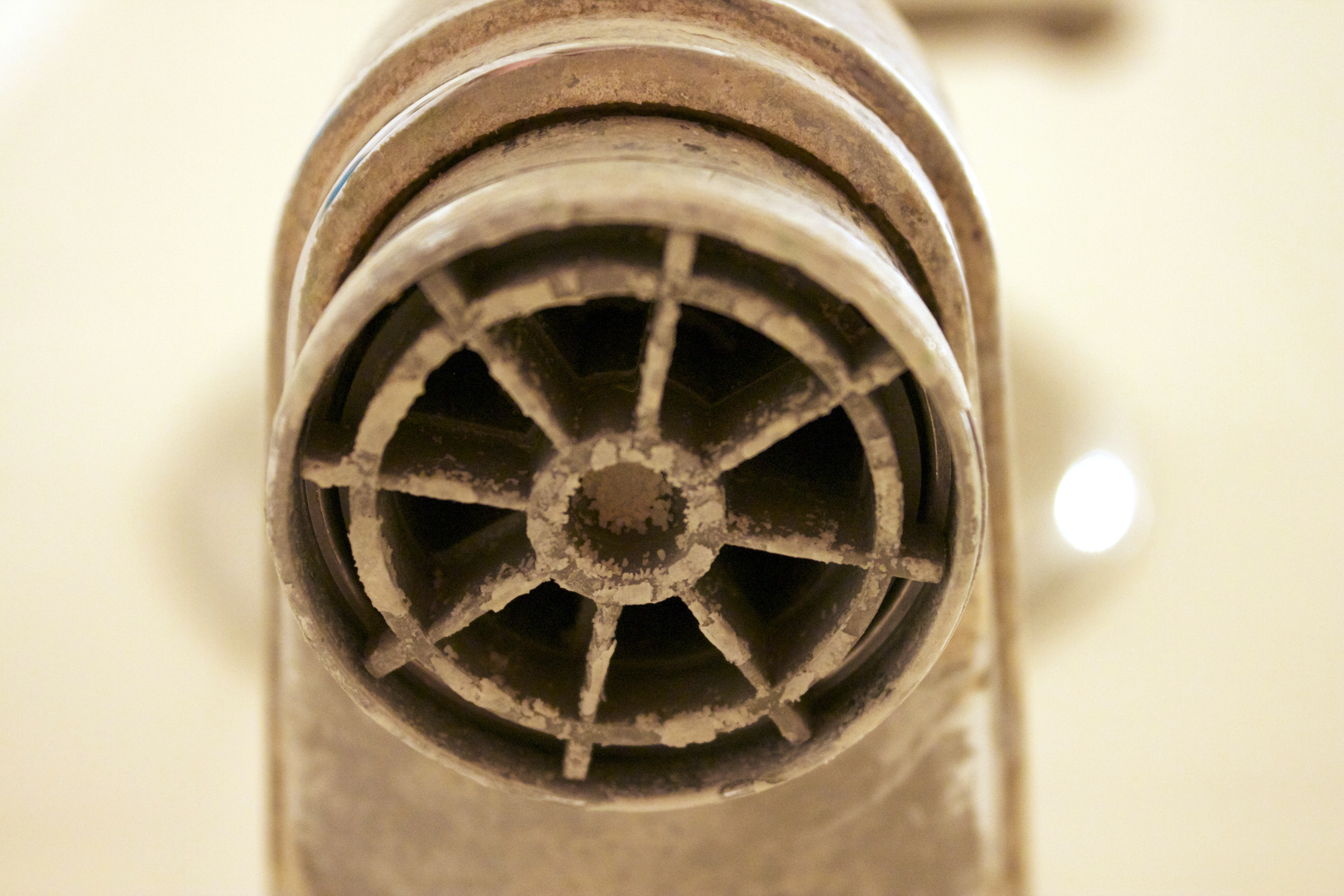

센물 또는 경수(硬水)는 칼슘 이온이나 마그네슘 이온 등 2가지 이상의 양이온 등을 많이 포함하고 있는 물이다. (반대되는 성질의 물은 단물, 혹은 연수라 불린다.)
비누 등과 결합하면 고체가 석출하며, 보일러에 사용하면 관석을 형성하므로 단물로의 전환이 필요하다. 이온교환수지가 있는 연수기로 바꿀 수 있다.

## 생활에서의 센물
세계 보건 기구 (World Health Organization, 약칭 WHO)에 따르면 센물을 마시는 것과 건강의 연관성을 연결시킬 뚜렷한 근거가 아직 없다고 한다.
센물이 비누와 결합하면 하얀 고체가 석출되는데 이를 영어로는 Soap Scum이라 부른다.
센물이 증발되면 미네랄이 남기 때문에 칼슘 등의 미네랄이 침착되어 수도꼭지나 샤워기의 끝에 하얗거나 누런 색으로 침착된다.
센물을 주전자에 넣고 끓이면 열이 발생되는 곳에 칼슘 등의 미네랄이 침착되어 (Calcification) 닦아내기 힘들어 지는데, 이 때 약산성인 식초나 라임 즙을 넣고 끓이면 쉽게 닦이기도 한다.

## 산업에서의 센물
산업에서 센물은 기계의 고장의 원인이 될 수 있기 때문에 심각하게 고려해야 할 사항 중의 하나이다. 보일러, 냉각탑 등 물을 다루는 시설이나 장비에서는 센물이 시설이나 장비의 고장을 일으키는 원인이 될 수 있다.

## 같이 보기
- 정수 (물)
- 수질
- 물 처리